# IA-64

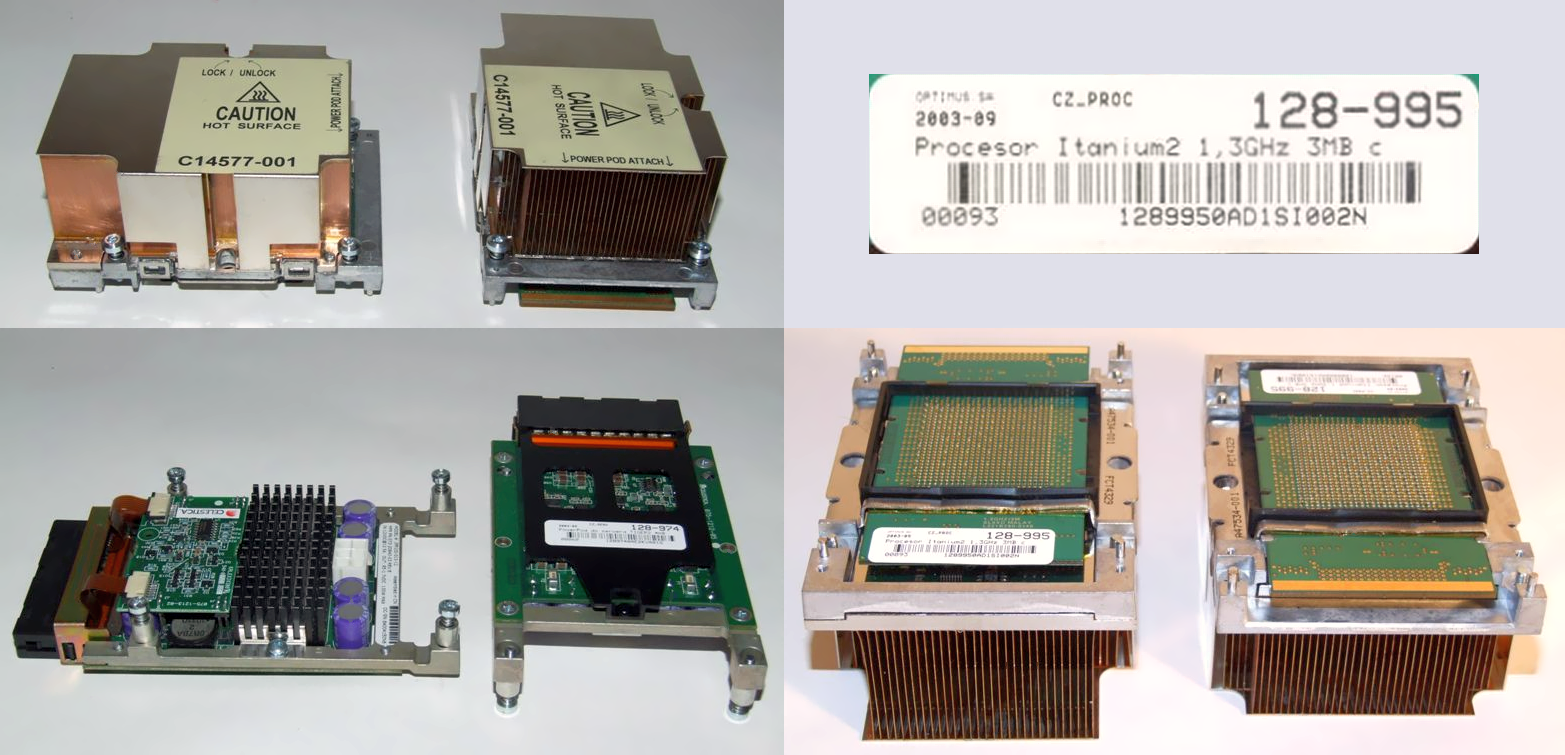
Intel Itanium 2, baseado na arquitetura IA-64

A Arquitetura Intel de 64 bits é uma interface binária de microprocessadores VLIW criada pela HP com o codinome Merced, e desenvolvida pela Intel com extensões que transformaram sua estrutura VLIW em EPIC, sendo implementada na fracassada família de microprocessadores Itanium — a magnitude do fracasso mercadológico dos produtos IA-64 deu à linha Itanium o apelido de Itanic, numa referência óbvia ao naufrágio do Titanic.
Prometida inicialmente em 1996 para 1998, não foi lançada antes da virada do III milênio, e até hoje não conseguiu os volumes projetados na casa das dezenas de bilhões de dólares estadunidenses. Há várias razões aventadas para isso.
Primeiramente, a arquitetura VLIW não oferece ganhos significativos sobre a RISC que justificassem, na atual estrutura de mercado, abandonar os atuais processadores e incorrer nos custos de recompilação e redistribuição de programas proprietários. O mesmo não poderia ser dito da arquitetura CISC, mas o sucesso da própria Intel em transformar sua linha IA-32 em processadores CISC com um núcleo RISC, e os ganhos no ciclo projeto-produção decorrentes de sua altíssima escala nega ao VLIW muitos dos seus benefícios para sistemas de Informática de uso geral. Os microprocessadores VLIW de sucesso hoje são processadores digitais de sinais (DSPs).
Segundo, o salto para uma arquitetura de 64 bits foi realizado muito antes, desde o começo da década de 90, pelos processadores RISC, e efetuado pela AMD concomitantemente ao lançamento da IA-64 em sua arquitetura AMD64, que estendeu a popularíssima arquitetura IA-32 para 64 bits, assim pré-ocupando muito do espaço de mercado destinado pela Intel à IA-64. Ademais, nem os RISC nem os AMD64 quebram como o IA-64 a compatibilidade com programas preexistentes.
Terceiro, a arquitetura VLIW em relação à RISC, assim como esta em relação à CISC, transfere muito do trabalho de programação de execução de instruções do próprio microprocessador para os compiladores. Isso atrasou ainda mais a chegada efetiva os Itanium ao mercado, e negou-lhe quaisquer vantagens iniciais de desempenho.
Quarto, o quase-monopólio da Microsoft sobre a Informática de altos volumes com seu SO proprietário Windows torna, por falta de disponibilidade de código-fonte, padronização e interoperabilidade, muito custosa qualquer migração de programas de computador. Esse mesmo fator já havia efetivamente matado os portes do próprio MS Windows para as arquiteturas RISC PowerPC, MIPS, Clipper, SPARC e Alpha.
Quinto, argumenta-se que a Intel, empresa muito criticada por suas práticas trabalhistas e cultura organizacional, seria essencialmente incompetente para efetuar mudanças de curso e competir em mercados abertos, sendo portanto extremamente dependente de sua ligação com o virtual monopólio da Microsoft. Isso explicaria o fato de o IA-64 ser o quarto fracasso da Intel em produzir um sistema de processadores não-CISC, após os RISCs i432, i80860 e i80960.
Sexto, muitos dos principais fabricantes de sistemas têm interesse em um mercado aberto, seja suportando arquiteturas abertas como a SPARC (Sun Microsystems, Fujitsu) ou a PowerPC (IBM, Bull), seja mantendo-se no mercado IA-32 e AMD64 onde têm fornecedores alternativos como a AMD ou a VIA.
Isso dito, a HP tem vendido alguns poucos sistemas IA-64 para situações de exigência de alto poder de processamento numérico. Especula-se que a Intel estaria subsidiando pesadamente essa produção de baixo volume (portanto inerentemente cara) para tentar estabelecer a IA-64 como novo padrão de mercado, situação em que poderia eliminar competição da AMD e outras. Entretanto, isso a torna dependente dos sistemas livres, que possibilitam a seus usuários uma portabilidade muito maior para outros sistemas desde mainframes até RISC, visto que a Microsoft tem cancelado vários produtos para IA-64; em última instância, abrir o mercado hoje fechado pela combinação MS e Intel para sistemas livres pode significar também sua abertura à IBM com seus processadores POWER, e portanto tornar-se finalmente desinteressante à própria Intel. Isso relegaria o Itanium a um fracasso equivalente ao do i432, i860 ou i960.